# Acid jasmonic
Acidul jasmonic este un compus organic natural regăsit în câteva specii de plante. Face parte din clasa fitohormonilor de tipul jasmonat, fiind biosintetizat de la acid linolenic pe calea octadecanoizilor. A fost izolat pentru prima dată în anul 1957 sub formă de ester metilic al acidului jasmonic, de către chimistul elvețian Edouard Demole și colegii săi.
Funcția majoră a acidului jasmonic și a metaboliților acestuia este reglarea răspunsului organismului plantelor ca urmare a stresului abiotic și biotic, cât și procesele de creștere și de dezvoltare.